# نان (فیلم ۱۹۷۱)
نان (ارمنی: Հաց) یک فیلم به زبان ارمنی است محصول سال ۱۹۷۱، به کارگردانی آ. آوانسوف

## بازیگران
- وی آرئوشاتیان